# سمر سميث
سمر سميث هي واحدة من الشخصيات الرئيسية في مسلسل الرسوم المتحركة الأمريكي ريك ومورتي. ابتكرت من قبل جستن رويلاند ودان هارمون، سمر هي في سن المراهقة بالغة العمر 17 عاما التقليدي وغالبا سطحية، الذي هو هاجس تحسين وضعها بين أقرانها المعروف عن شخصيتها الذكية وروح الدعابة ولها مهارة عالية، وشخصية تم استقباله بشكل جيد. إنها الأخت الكبرى الحسنة النية والذكاء لمورتي سميث وحفيدة العالم المجنون ريك سانشيز.
بعد تخلي ريك ومورتي عن واقعهما الأصلي في حلقة الموسم الأول «جرعة "ريك" السحرية رقم 9», يتم تقديم سمر جديدة مطابقة للأصل، يظهر أن سمر الأصلية كانت تحكم أرضًا قاحلة ما بعد نهاية العالم مع والديها في حلقة الموسم الثالث «خلاص ريك» ومسلسل ريك ومورتي الهزلي، والذي نحدد أيضًا سمر لنكون شمولية جنس، وهي سمة شخصية تم دمجها لاحقًا في تصوير مسلسلاتهم التلفزيونية.

## سيرة شخصية
تبلغ سمر 17 عامًا وهي طالبة في مدرسة هاري هيربسون الثانوية مع شقيقها الأصغر مورتي. تعبر أحيانًا عن الغيرة لأن مورتي سيرافق ريك في مغامراته متعددة الأبعاد، والتي تعتبرها بطلة، على الرغم من أنه غالبًا ما يكون محتقرًا ورافضًا لمنظور حياتها وقيمها في سن المراهقة. مع تقدم المسلسل، تبدأ سمر بمرافقة ريك ومورتي في مغامراتهما ويثق بهما في استعادة ذكرياتهما في سيناريو الزوج الذي أصبح فاقدًا للذاكرة.

## تطوير
مخاطبة التطور «التدريجي» للشخصية من الشخصية الجانبية إلى الشخصية الرئيسية على مدار المسلسل وإسناد دان هارمون لأدائها الصوتي إلى الدور المتزايد للشخصية في مقابلة مع <i id="mwJQ">لوبر</i>, صرحت الممثلة الصوتية سمر سميث سبينسر جرامير بما يلي:
«ربما لم أكن أدرك بالضرورة أنني كنت أمتلك هذا النوع من التأثير على الإطلاق [على الشخصية], لكني أحب التعبير عن سمر وأحب التمثيل. لذلك من الرائع حقًا أن تفعل شيئًا تحبه ويمكن للآخرين أن يجدوا الإلهام من ذلك أيضًا».

## استقبال
تلقت الشخصية استقبالا إيجابيا. أشادت ماري سو بسمر باعتبارها «الشخصية الأنثوية الأكثر إثارة للاهتمام التي ظهرت على الإطلاق في أدلت سويم [و] مثال رائع على الشباب الأنثوي القوي والمضحك.» أشاد إيه. في. كلوب بـ «[كيف] يتطور سمر من الشخصية الجانبية المرحة والممتعة إلى مشارك أكثر نشاطًا بشكل ملحوظ في الخدع بين المجرات ومفكر قوي» على مدار المسلسل، مشيرًا إلى أن «ما يجعلها رائعة للغاية هي أن بعض الأشياء التي يمكن أن يتم التشهير بها في الشخصيات النسائية الشابة الأخرى غالبًا ما تجعلها أذكى شخص في الغرفة. حقيقة أنها مهتمة بكونها اجتماعية وشعبية تجعلها أكثر جاذبية. تميل إلى أن يكون لديها فهم أفضل لكيفية عمل الناس أكثر من أي شخص آخر.» أعلن Inverse أنه «بدون شك، سمر هي الشخصية الأكثر ارتباطًا في ريك ومورتي», بينما وصفهم ساي فاي بأنهم شخصية رئيسية أفضل من شقيقها مورتي، مشيدًا بدورهم المتزايد في المسلسل مع استمراره.
وصفت VerbStomp سمر بأنها «[واحدة] من هؤلاء الفتيات في المدرسة الثانوية تكره الجميع، ولكن في نفس الوقت حاولت أن تكون [و] تهتم بشكل أساسي بزيادة مكانتها بين أقرانها و [زملاء الدراسة] - إنها مجاز ضروري يضيف إلى ديناميكية عائلة سميث».